# Herrarnas fyra utan styrman i rodd vid olympiska sommarspelen 1984
Herrarnas fyra utan styrman i rodd vid olympiska sommarspelen 1984 avgjordes mellan den 31 juli och 5 augusti 1984.

## Medaljörer
| Gren              | Guld                                                                 | Silver                                                  | Brons                                                               |
| Fyra utan styrman | Nya Zeeland Les O’Connell Shane O'Brien Conrad Robertson Keith Trask | USA David Clark Jonathan Smith Philip Stekl Alan Forney | Danmark Michael Jessen Lars Nielsen Per Rasmussen Erik Christiansen |

## Resultat

### Final
| Placering | Roddare                                                               | Land         | Tid     |
| --------- | --------------------------------------------------------------------- | ------------ | ------- |
| 1         | Les O’Connell, Shane O'Brien, Conrad Robertson och Keith Trask        | Nya Zeeland  | 6:03,48 |
| 2         | David Clark, Jonathan Smith, Philip Stekl och Alan Forney             | USA          | 6:06,10 |
| 3         | Michael Jessen, Lars Nielsen, Per Rasmussen och Erik Christiansen     | Danmark      | 6:07,72 |
| 4         | Norbert Keßlau, Volker Grabow, Jörg Puttlitz och Guido Grabow         | Västtyskland | 6:09,27 |
| 5         | Bruno Saile, Jörg Weitnauer, Hans-Konrad Trümpler och Stefan Netzle   | Schweiz      | 6:09,50 |
| 6         | Anders Wilgotson, Hans Svensson, Lars-Åke Lindqvist och Anders Larson | Sverige      | 6:11,71 |